# Máltai labdarúgó-szövetség
A Máltai labdarúgó-szövetség (MFA) (máltaiul: Federazzjoni tal-futbol ta' Malta) Málta nemzeti labdarúgó-szövetsége. 1900-ban alapították. A szövetség szervezi a máltai labdarúgó-bajnokságot, valamint a máltai kupát. Működteti a máltai labdarúgó-válogatottat, valamint a máltai női labdarúgó-válogatottat. Székhelye Vallettában található.

## Történelme
Az egyik legkorábban, 1900-ban alapított szövetség. A Nemzetközi Labdarúgó-szövetségnek (FIFA) 1959-től tagja. 1960-tól az Európai Labdarúgó-szövetségnek (UEFA) tagja. Fő feladata a nemzetközi kapcsolatokon kívül, a  Máltai labdarúgó-válogatott férfi és női ágának, a korosztályos válogatottak illetve a nemzeti bajnokság szervezése, irányítása. A működést biztosító bizottságai közül a Játékvezető Bizottság (JB) felelős a játékvezetők utánpótlásáért, elméleti (teszt) és cooper (fizikai) képzéséért.